# Heroes of Might and Magic III: The Shadow of Death
Heroes of Might and Magic III: The Shadow of Death — второе официальное дополнение к пошагово-стратегической компьютерной игре Heroes of Might and Magic III. Дополнение было разработано американской компанией New World Computing и выпущено The 3DO Company 31 марта 2000 года. Официальным локализатором Heroes III: The Shadow of Death в России является компания «Бука», выпустившая русскую версию дополнения 10 мая 2000 года под названием «Герои меча и магии III: Дыхание смерти».
Сюжет Heroes III: The Shadow of Death является приквелом к сюжетной линии Heroes of Might and Magic III. Рассказана история четырёх героев, которые должны остановить могущественного лича Сандро, который манипуляциями и обманом пытается захватить весь континент Антагарич.
Дополнение The Shadow of Death вносит в игру новые карты и одиночные кампании, новые объекты игрового мира, включающие в себя новые сборные артефакты. Несколько улучшений вводятся в игровой процесс Heroes III и в редактор карт игры. Дополнение также включает в себя некоторые элементы первого дополнения Armageddon’s Blade, за исключением его кампаний и сценариев.

## Нововведения
Вместе с новыми элементами игры, дополнение The Shadow of Death также вносит некоторые изменения в механику игры и игровой баланс Heroes III. Одним из таких изменений является наличие собственного функционального рва у всех типов городов в игре. В полностью фортифицированном городе ров играет весомую роль в бою при его осаде, замедляя отряды существ на пути к крепостным стенам и нанося им урон (в городе типа Башня вместо рва используются мины, срабатывающие один раз, но наносящие больше урона). Герои в The Shadow of Death получили дополнительный, пятый слот для обособленных артефактов (талисманов, луков, разных предметов). Также в игру была добавлена поддержка контроллера Logitech’s Wingman Force Feedback Mouse.

### Игровой мир

Армия города Некрополис сражается в дьявольском тумане, одном из новых специфических ландшафтов.

Дополнение The Shadow of Death вводит в игру 12 новых, сборных артефактов: они составляются из уже присутствующих в оригинальной версии игры артефактов и вместе дают герою новые дополнительные возможности. При этом, вместе с эффектами самого́ сборного артефакта сохраняются и эффекты всех его компонентов. На теле героя сборный артефакт занимает все слоты, которые занимали его артефакты-компоненты. Пример сборного артефакта — меч Альянс Ангелов, играющий важную сюжетную роль в кампаниях The Shadow of Death. Этот меч даёт возможность собирать вместе войска из городов типа За́мок, Оплот, Башня, Цитадель и Крепость без потери морали, а также в начале каждого боя колдует на все войска героя заклинание «Молитва» с мощным положительным эффектом — экспертного уровня и без затрат магической энергии. Альянс Ангелов собирается из шести артефактов, каждый из которых прибавляет определённое количество баллов ко всем характеристикам героя — в итоге, этот сборный артефакт суммарно повышает каждый из них на 21 балл. Сборные артефакты разнообразны по своему действию и затрагивают разные элементы игрового процесса. Например, Плащ Короля Нежити, который состоит из трёх артефактов, усиливающих возможности некромантии, даёт герою с этим навыком поднимать с поля боя более сильных существ города Некрополис — живых мертвецов, стражей и личей. Артефакт Шляпа Адмирала преобразует очки хода героя на суше в очки хода на водном ландшафте и позволяет герою игнорировать трату хода на посадку и высадку с корабля.
Карту приключений в Heroes III: The Shadow of Death пополнили 8 новых специфических ландшафтов. В оригинальной версии игры уже присутствовали два специфических ландшафта, которые имели свойство воздействовать на армии игрока и его противника. Если герой находился на магических равнинах, то все его заклинания и заклинания его воинов произносились на высшем уровне; проклятая земля же запрещала использовать любую магию выше первого уровня и снижала мораль и удачу в бою, а также все преимущества понятия «родной земли» (специфические земли располагаются поверх обычных ландшафтов). Среди восьми новых специфических ландшафтов четыре влияют на уровень заклинаний определённой школы магии: например, на магических облаках все заклинания магии воздуха произносятся на уровне «эксперт» (в отличие от магических равнин из оригинальной версии, это свойство распространяется только на героя, но не на его армии). Три ландшафта по-разному влияют на мораль и удачу существ разного происхождения из городов с положительным, отрицательным или нейтральным мировоззрением. Попутный ветер располагается поверх водного ландшафта и увеличивает скорость передвижения героя по морю. К объектам на карте было добавлено десять дополнительных телепортов — пять двухсторонних и пять односторонних монолитов. Среди них восемь монолитов имеют отдельный внешний вид, непохожий на существующие монолиты из оригинальной версии.

### Кампании и сценарии
В The Shadow of Death была добавлена одна новая музыкальная тема, которая звучит в кампании «Восхождение некроманта».
В Heroes III: The Shadow of Death введено 7 новых кампаний, объединённых общей сюжетной линией, как это было в оригинальной версии The Restoration of Erathia. В отличие от предыдущих версий, в кампаниях The Shadow of Death игроку доступно самостоятельно выбрать уровень сложности игры. Дополнение также включает в себя 38 простых, не связанных сюжетом сценариев для одного или нескольких игроков. Вдобавок, в игре доступны кампании и сценарии из The Restoration of Erathia.
Очередные улучшения во втором дополнении получил редактор карт игры. Добавлен инструмент препятствий, который избавляет создателя сценария от необходимости самостоятельно размещать на карте декоративные объекты-препятствия — леса, горы и т. п. Воспользовавшись инструментом, создатель указывает область карты, которую необходимо обставить такими препятствиями, с точностью до одной клетки и в соответствии с типом ландшафта. Для меньшей точности закрашивания карты объектами прилагается инструмент размытых препятствий. Появилась возможность редактировать параметры героев в базе данных карты — то есть, тех героев, которые могут быть наняты в таверне при игре. В дополнении The Shadow of Death нет полноценно новых героев, но для сюжетных кампаний были добавлены альтернативные портреты для старых персонажей: Джем в обличии волшебницы Энрота, Йог в обличии мага и Сандро в обличии живого человека. Был также добавлен портрет для персонажа Финнеаса Вилмара. Появилась возможность отмечать доступные заклинания и вторичные навыки на карте.

### ЭлементыArmageddon’s Blade
Помимо собственных нововведений, дополнение The Shadow of Death включает в себя многие элементы игрового процесса, появившиеся в первом дополнении Armageddon’s Blade. Среди них, однако, отсутствует город Сопряжение, который изначально разрабатывался специально для дополнения The Shadow of Death (несмотря на это, в игре присутствуют все существа этого города и их жилища на карте приключений). Был также исключён генератор случайных карт и все сценарии и кампании из Armageddon’s Blade. По словам игровых обозревателей, это было выгодно для компании-издателя 3DO — чтобы игроки приобретали оба дополнения отдельно и только так получали полную версию Heroes III. В каталоге с установленной игрой Heroes of Might and Magic III: The Shadow of Death всё же присутствуют папки, предназначенные для хранения файлов Armageddon’s Blade (например, папка для хранения сценариев, сделанных с помощью генератора случайных карт). Эти папки ничего не содержат, но некоторые игроки смогли создать в них пустые файлы с соответствующими именами и расширениями, что позволило «разблокировать» недостающие элементы из первого дополнения без необходимости совместной установки The Shadow of Death и Armageddon’s Blade.

## Сюжет
Сюжет дополнения The Shadow of Death происходит всё на том же континенте Антагарич мира Энрот, но, в отличие от первого дополнения, является предысторией Heroes of Might and Magic III: The Restoration of Erathia и описывает события, разворачивающиеся незадолго до событий оригинальной игры. В семи кампаниях The Shadow of Death рассказывается история четырёх героев, известных по предыдущим играм, которые противостоят коварному личу Сандро и его планам завоевать весь Антагарич.

### Новое начало
Кампания «Новое начало» (англ. New Beginning) рассказывает о волшебнице Джем, персонаже предыдущих игр Heroes I и Heroes II. После окончания тяжёлой Войны наследников в Heroes II, Джем покинула континент Энрот в надежде найти себе новое место в Антагариче. Там она стала востребована как опытный командир ополчения Зелёный Клевер, которое борется с некромантами Дейи в Спорных землях на границе королевств Эрафии, АвЛи и Дейи. Террор людских поселений некромантами заставляет Джем с болью вспоминать войну в Энроте и свою ненависть к ним. В дальнейшем Джем встречает колдуна по имени Сандро. Сандро рассказывает, что его учитель Этрик ищет способ создать артефакт, подавляющий силу некромантов, и предлагает Джем вознаграждение за то, что она найдёт три необходимых артефакта-компонента этого предмета, скрытых на границе Дейи. Из уважения к цели Этрика, Джем даже соглашается найти один из артефактов безвозмездно. Со временем, лесные города королевства АвЛи становятся для волшебницы домом. Джем производит впечатление на эльфийского пограничного лорда Файета, и в ответ принимает предложение остаться у него на службе. Вместе с этим, Джем вступает в круг друидов АвЛи, узнав, что они имеют много общего с волшебниками Энрота. Так бывшая энротская волшебница обретает «новое начало» в Антагариче. После завершения поисков для Сандро, Джем неожиданно обнаруживает, что колдун сбежал с найденными артефактами, не оставив обещанного вознаграждения. Она не понимает его намерений, поскольку ради артефактов он допустил, чтобы уничтожили всех некромантов на границе. Чтобы разоблачить Сандро, Джем пишет донесение его учителю Этрику, а также своему новому лорду Файету.

### Эликсир Жизни
«Эликсир Жизни» (англ. Elixir of Life) является предысторией получеловека-полуэльфа Джелу, одного из главных героев предыдущего дополнения Armageddon’s Blade. В этой кампании рассказывается о первом задании Джелу после его вступления в элитный партизанский отряд королевства Эрафии — Лесную Стражу. Пройдя последнее испытание и став командиром Лесных Стражей, Джелу получает миссию собрать три артефакта для создания Эликсира Жизни, который должен хорошо послужить армии АвЛи. На протяжении поисков необходимых артефактов Джелу так или иначе сталкивается с некромантами Дейи, которые могли бы использовать Эликсир в собственных целях. Первый из нужных артефактов Джелу отнимает у бандитов, собирающихся продать его некромантам. Затем командир Лесных Стражей направляется за вторым артефактом в долину Догронда, где обитают эльфийские Лорды Драконов, один из которых предал АвЛи и заключил с некромантами союз. Последний компонент Эликсира — Склянка Жизненной Силы — находится у лорда вампиров Вокиала, который с её помощью поддерживает своё существование без необходимости пить кровь простых смертных. Из всех трёх компонентов Джелу создает Эликсир Жизни.

### Руби и кромсай
Знаменитый энротский варвар Крэг Хэк прибыл в Антагарич в поисках приключений и обосновался в королевстве Крюлод. В кампании «Руби и кромсай» (англ. Hack and Slash) Крэг Хэк, устроив пьяную драку в таверне и выйдя победителем, становится объектом внимания колдуна Сандро. Сандро обещает варвару большую награду, если тот добудет для него четыре артефакта — компонента, необходимых для создания артефакта под названием Доспехи Проклятого. Склоняя варвара не только вознаграждением, но совершением подвига, колдун убеждает его, что хочет из благих намерений уничтожить этот опасный магический артефакт, и Крэг Хэк соглашается поработать на Сандро. Однако на протяжении поисков Крэг Хэк сомневается в честности колдуна. Первый нужный артефакт Крэг Хэк силой отнимает у барона Баршона — по словам Сандро, лживого и бесчестного варвара, когда на деле оказывается, что артефакт был лишь фамильной ценностью Баршона. Когда Сандро отправляет Крэга Хэка за мечом под названием Блэкшард Мёртвого Рыцаря, он говорит, что меч был украден рыцарем смерти Марзетом, осквернившим могилу великого героя ради этого артефакта. Выполняя же задание, варвар узнаёт другую историю, согласно которой Марзет был членом ордена рыцарей и хранителем про́клятого меча, исказившего его душу и превратившего его в рыцаря смерти. За следующим артефактом Сандро посылает варвара к культу некромантов и заведомо лжёт, что те выкрали этот артефакт из его святилища. Последний артефакт Крэг Хэк достаёт у другого культа некромантов, которые держат своё существование в тайне, подкупив местное эрафийское ополчение. Как и в истории с Джем, Сандро исчезает со всеми найденными артефактами, не оставив заслуженной награды Крэгу Хэку. Варвар в ярости обещает расправу над обманщиком.

### Рождение варвара
Главный герой кампании «Рождение варвара» (англ. Birth of the Barbarian) — Йог — в юности был отдан матерью-джинном на обучение в магическую академию королевства волшебников Бракада. Но с возрастом Йог всё больше проявлял тягу к воинскому делу и приключениям, унаследованную от отца-варвара. Видя это, академия пыталась сильнее дисциплинировать его, но тем самым только больше заставляла ненавидеть магию и думать о другой жизни. Когда возлюбленная Йога — искушённая в магии волшебница Видомина — становится некромантом, его больше ничто не держит в Бракаде. Как раз в это время Йог узнаёт, что правитель соседнего королевства вараваров Крюлод, герцог Винстон Борагус, наслышан о его репутации и приглашает присоединиться к его армии. Волшебники, ревностно охраняющие свои секреты, не желают отпускать Йога и шлют за ним погоню, однако с помощью друга-варвара он успешно добирается до Крюлода. К неожиданности Йога, на подходе к столице он оказывается атакован войсками герцога Борагуса. Уничтожив их, разгневанный Йог встречается с герцогом, который заявляет, что устроенная битва была проверкой того, достоин ли он как воин служить Крюлоду. Теперь Йогу необходимо доказать свою готовность навсегда отречься от волшебников. Для этого Йог получает артефакт Альянс Ангелов и разделяет его на несколько составляющих, которые относит соглядатаям Борагуса в разных королевствах: в Таталию, где ему приходится сражаться с враждебно настроенными жителями; Эрафию, в которой он сталкивается с сопротивлением из королевской армии; и недавно покинутую Бракаду, где Йога поджидают бывшие наставники. Успешно выполнив задание герцога Борагуса, Йог становится варваром и находит своё место в Крюлоде.

### Восхождение некроманта
Кампания «Восхождение некроманта» (англ. Rise of the Necromancer) рассказывает историю лича Сандро, который обманом заставил героев Джем и Крэга Хэка помочь заполучить себе два могущественных артефакта — Плащ Короля Нечисти и Доспехи Проклятого. Теперь Сандро держит путь в королевство нежити Дейю, где планирует добраться до вершины иерархии некромантов, используя обман и манипуляцию другими ради достижения своей цели. На пути у Сандро встаёт его бывший учитель — колдун Этрик, который в свое время пришёл в ярость от его решения стать некромантом и распространил вести о передвижении Сандро среди его бывших друзей и тех, кто желает завладеть его артефактами. Когда Сандро расправляется с ними, он берёт себе в ученицы юную волшебницу Видомину из Бракады (бывшую возлюбленную героя Йога), чтобы с её помощью победить самого Этрика. Продолжая свой путь, Сандро встречает некроманта по имени Финнеас Вилмар — крайне амбициозного, но мало сообразительного в политике хозяина небольших земель в Дейи, желающего расширить свои владения. Сандро легко делает из Финнеаса свою марионетку, помогая ему добиться власти в Дейи. Вместе, они уничтожают местного лорда Алариса — прежде, чем тот сообщит остальным некромантам о намерении Вилмара убить старого короля Дейи. В какой-то момент Вилмару кажется, что усилия Сандро на пути к победе слишком наивны и тщетны, но с помощью своих артефактов Сандро разделывается с Аларисом. Финнеас Вилмар становится новым вождём Дейи, не подозревая, что Сандро манипулирует им, оставаясь теневым правителем.

### Нечистый альянс
Финальная кампания «Нечистый альянс» (англ. Unholy Alliance) объединяет четырёх главных героев — Джем, Джелу, Крэга Хэка и Йога — в борьбе с некромантом Сандро, чьи войска нежити под управлением марионеточного короля Дейи Финнеаса Вилмара готовятся завоевать весь Антагарич.
Варвар Йог, оказывая свою помощь Эрафии в уничтожении живых мертвецов, узнаёт о том, что в близлежащих землях с нежитью сражается ещё один варвар — Крэг Хэк. После неудачных поисков Сандро, Крэг Хэк отправляется навестить родственников в Эрафии и по пути останавливается помочь жителям одного города воссоздать их достопримечательность — Статую Легиона, которую вероломный рыцарь по имени Тиранелл планировал доставить Сандро за вознаграждение. В королевстве АвЛи, тем временем, события развиваются в ещё более худшую сторону. Был отравлен эльфийский лорд Фалорел, по заданию которого полуэльф Джелу искал Эликсир Жизни. В ходе расследования его смерти, Джелу неожиданно выясняет, что за всё время правления под личиной Фалорела скрывался вампир по имени Вайарад, который тайно наводнял АвЛи нежитью, планируя захватить престол Дейи. По словам пленных, Вайарад был отравлен по воле своего соперника — Сандро. Старейшины АвЛи советуют Джелу связаться с друидом Джем. После того, как Джем была обманута Сандро, её наниматель лорд Файет отправился на встречу с приграничным лордом Дейи расследовать смерть Фалорела, однако оба лорда были убиты по приказу неизвестного. Некроманты использовали тело Файета, превратив его в рыцаря смерти, и Джем вызывается победить своего бывшего лорда, чтобы освободить его душу. Число заговоров с обеих воюющих сторон даёт понять, что происходит нечто большее, чем просто вторжение некромантов.
Джелу временно отстраняется от Лесных Стражей и отправляется в карательный поход на некромантов, чтобы отомстить за смерть всех авлийских лордов. К эльфу присоединяется Джем, узнавшая об истиной личине Сандро от его старого учителя Этрика; вместе, они связываются с варварами Йогом и Крэгом Хэком, борющимися с некромантами со стороны Эрафии. Четверо героев составляют для себя общую картину заговора, за которым стоит Сандро. Лич добыл нужные ему артефакты с помощью Крэга Хэка и Джем, одновременно позволив им разгромить многих некромантов, мешающих его марионетке Финнеасу Вилмару взойти на трон Дейи. Опасаясь своего разоблачения, Сандро убил лорда Файета и связавшегося с ним пограничного лорда Дейи, а затем воскресил Файета в качестве могучего полководца для своей армии. Вампир Вайарад, скрывавшийся под личиной лорда Фалорела, приказал Джелу уничтожить неповинных Лордов Драконов и хотел присвоить себе собранный Эликсир Жизни, но был отравлен всё тем же Сандро. Теперь Сандро продолжает набирать мощь, вторгаясь всё глубже в Эрафию и АвЛи. Чтобы сплотить армии разных королевств и остановить некромантов, герои Джем, Джелу, Крэг Хэк и Йог решают заново воссоздать меч Альянс Ангелов, части которого были разбросаны по континенту Йогом в кампании «Рождение варвара». Интересуясь о новом могущественном артефакте, Сандро прознаёт о планах четырёх героев и пытается помешать им встретиться и собрать Альянс Ангелов. Однако герои преодолевают его войска и, заполучив меч, направляются в пустыню, где находится крепость Сандро. По пути они находят Эликсир Жизни, который вампир Вайарад спрятал в этих землях, но так и не успел им воспользоваться. Совместными усилиями четверо героев наносят Сандро поражение.
Забрав Доспехи Проклятого и Плащ Короля Нечисти, герои вновь пускают по свету компоненты этих опасных артефактов, поступив так же и с Альянсом Ангелов. После этого Джем, Джелу, Крэг Хэк и Йог расходятся разными дорогами, чтобы не вспоминать об этой истории.

### Призрак силы
Сюжет бонусной кампании «Призрак силы» (англ. Specter of Power) продолжает историю Сандро и рассказывает о спланированном убийстве эрафийского короля Николаса Грифонхата и последующим крупномасштабном вторжении в Эрафию, которое являются завязкой сюжета Heroes of Might and Magic III: The Restoration of Erathia.
Хотя Сандро был побеждён в битве с четырьмя героями и лишился своих артефактов, он разрабатывает новый план, чтобы развязать войну по всему Антагаричу. Сандро намеревается убить короля Эрафии, Николаса Грифонхата, и для этого использует лорда Хаарта — эрафийского рыцаря, который втайне является членом некромантского культа. Чтобы подозрения в убийстве не пали на Хаарта, по заранее подготовленному плану рыцарь временно покидает свой замок, в то время как Сандро проникает туда и оставляет яд для короля. Сандро привлекает алчных лордов подземелий острова Нигон и демонов-криганов из земли Эофол, которые заинтересованы в планах завоевания Эрафии. В обмен на поддержку Нигона, лич выделяет необходимое число ресурсов для строительства подземного туннеля, который обеспечит внезапное вторжение в королевство. Чтобы получить отклик от демонов из Эофола, Сандро приходится доказывать своё расположение, вернув им украденное Кольцо Серы. После заключения союза с Нигоном и Эофолом, Сандро узнаёт от своего марионеточного короля Финнеаса Вилмара, что некий молодой лорд Дейи метит на его место королевского советника. Однако же, после убийства соперника Сандро заключают в тюрьму. Финнеас Вилмар оказывается умнее, чем казалось, и предаёт своего советника, чтобы править Дейей одному, а план по завоеванию Эрафии присваивает себе. Сандро всё же не теряет уверенности, что способен манипулировать им, даже будучи за решёткой.

## Выпуск
Дополнение Heroes of Might and Magic III: The Shadow of Death было выпущено компанией The 3DO Company в США 31 марта 2000 года и не требовало оригинальной игры Heroes of Might and Magic III. На территории России и стран СНГ официальная русская версия дополнения была издана компанией «Бука» 10 мая 2000 года, под названием «Герои меча и магии III: Дыхание смерти». В отличие от американского издания, локализованное издание The Shadow of Death от «Буки» содержит только одиночные сценарии из The Restoration of Erathia, но не кампании.
Как и первое дополнение Armageddon’s Blade, дополнение The Shadow of Death входит в следующие комплектации Heroes III:
- Heroes of Might and Magic III Complete (3DO, 2000, Windows, Mac OS)[16][17];
- «Герои меча и магии. Платиновая серия» («Бука», 2003, Windows)[15][18];
- «Герои меча и магии. Начало» («Бука», 2009, Windows)[15][19].

## Отзывы и критика
| Сводный рейтинг       | Сводный рейтинг |
| Агрегатор             | Оценка          |
| --------------------- | --------------- |
| GameRankings          | 79,00 %         |
| Иноязычные издания    |                 |
| Издание               | Оценка          |
| GameRevolution        | B               |
| GameSpot              | 7/10            |
| IGN                   | 9/10            |
| Русскоязычные издания |                 |
| Издание               | Оценка          |
| Absolute Games        | 75 %            |
| «Игромания»           | 7/10            |

Игровые критики, представленные здесь, проявили к дополнению Heroes of Might and Magic III: The Shadow of Death меньше внимания, чем к первому дополнению Armageddon’s Blade, но в целом также оставили одобрительные отзывы об игре.
Сайт GameSpot назвал дополнение The Shadow of Death более улучшенной версией оригинальной Heroes of Might and Magic III: The Restoration of Erathia, которая сама по себе превосходила предыдущие игры серии глубоким геймплеем и красивой графикой. Критики единодушно посчитали, что The Shadow of Death больше всего подходит для новых игроков серии Heroes, в то время как опытные игроки, знающие оригинальную Heroes III и дополнение Armageddon’s Blade, не придадут особого внимания нововведениям второго дополнения и приобретут его лишь ради дополнительных часов игры. GameSpot отметил, что многие элементы The Shadow of Death вообще не являются новыми и взяты из первого дополнения. Рецензент сайта IGN, однако, наоборот надеялся вновь увидеть город Сопряжение из Armageddon’s Blade, который как раз-таки не был включён во второе дополнение. «Надо отдать честь разработчикам: сыграв в Heroes III снова, я оказался настолько увлечён, что готов был помчаться брать диск Armageddon’s Blade ради одного Сопряжения».
Наиболее примечательным для критиков нововведением в The Shadow of Death стали сборные артефакты. Сайт IGN назвал их самым большим и наиболее влиятельным изменением в геймплее, а сайт Game Revolution и вовсе считает сборные артефакты единственной особенностью дополнения. IGN и GameSpot заметили, что сам процесс поиска всех нужных компонентов для сборного артефакта чрезвычайно сложен и может оказываться невозможным до конца игры, хотя игровой баланс оправдывает это. «Теперь „Герои“ — это просто конструктор LEGO» — пишет российский сайт Absolute Games. Такие элементы геймплея, как новые специфические ландшафты и полностью функционирующие городские рвы, другие детальные изменения в механике игры и игровом балансе, новые кампании и сценарии — всё это, по мнению критиков, больше заинтересует самых заядлых игроков-ветеранов, нежели новичков. Говоря о новых кампаниях, российский сайт Absolute Games назвал сюжет The Shadow of Death более чем банальным, что, впрочем, не помешает игроку получать удовольствие от дополнительных часов игры. GameSpot назвал глупой и ничего не добавляющей в игру особенностью поддержку Wingman Force Feedback Mouse от Logitech.

Heroes of Might and Magic III: The Restoration of Erathia была блестяще увлекательным, отлично продуманным шедевром пошаговой стратегии. Дополнение Armageddon’s Blade было сразу же хорошо воспринято и критиками, и игроками. Так что же насчёт Heroes III: The Shadow of Death? 3DO пошли наперекор логическому развитию — выпустить игру, выпустить дополнение и затем выпустить пакет с оригинальной игрой и дополнением. Вместо этого, они создали огромное количество новых сценариев, кампаний, нейтральных существ и прочих элементов. К тому же, они решили связать это с оригинальной Heroes III вместо дополнения Armageddon’s Blade. Так, Heroes III: The Shadow of Death включает в себя оригинальную Heroes III: The Restoration of Erathia целиком и добавляет массу новых особенностей, которых вы не найдёте в Armageddon’s Blade. В результате получается прекрасная ознакомительная игра для новичков в серии Heroes, и, одновременно, версия игры для ветеранов, которые, уже обладая The Restoration of Erathia и Armageddon’s Blade, захотят приобрести её ради огромного количества часов дополнительного геймплея. Чтобы было ещё лучше, Heroes III: The Shadow of Death полностью совместима с Armageddon’s Blade, что даст возможность получить одну большую игру из серии Heroes.
Оригинальный текст (англ.)Heroes of Might and Magic III: Restoration of Erathia was a brilliantly addictive, well-designed masterpiece of a turn-based strategy title. The expansion pack, Armageddon’s Blade, was primarily well received by both gaming critics and the public. So, where does that put Heroes III: The Shadow of Death? 3DO went against the logical progression of releasing the game, releasing an expansion pack, and then releasing a bundle containing the original game and the expansion pack. Instead, they created a huge set of new scenarios, campaigns, neutral creatures, and other neat features. Plus they decided to bundle that with the original Heroes III instead of including Armageddon’s Blade. So, Heroes III: The Shadow of Death contains the entirety of the original Heroes III: Restoration of Erathia and adds a slew of new features you won't find in Armageddon’s Blade. The result is both a perfect introductory game for Heroes newcomers to experience the series with and a title that even veterans who own both Restoration of Erathia and Armageddon’s Blade will want to buy for the sheer amount of extra playing time it brings. To make matters even better, Heroes III: The Shadow of Death is fully compatible with Armageddon’s Blade, which combine to make one gigantic Heroes game.
— IGN.